# Kobylarka (Pasmo Radziejowej)
Kobylarka (935 m) – szczyt znajdujący się w grzbiecie łączącym Beskid Sądecki z Małymi Pieninami poprzez przełęcz Rozdziele. Na odcinku od Przełęczy Gromadzkiej do przełęczy Rozdziela wyróżnia się w nim kolejno 4 bardzo niewybitne szczyty: Kobylarka (935 m), Hurcałki (938 m), przełęcz Siemieniówki, Syhła (935 m) i Szczob (920 m). Grzbietem tym biegnie granica polsko-słowacka. Stoki zachodnie (polskie) opadają do potoku Biała Woda, stoki wschodnie (słowackie) do potoku Wielki Lipnik.
Niewybitny szczyt Kobylarki ma znaczenie geodezyjne; jest na nim punkt triangulacyjny i słupek graniczny 66/4. Dobrą drogą leśną prowadzi przez Kobylarkę znakowany szlak turystyczny. Wiedzie on blisko obrzeża lasu, tuż za wąskim pasem drzew ciągną się należące do słowackiej miejscowości Litmanowa łąki. Z łąk tych widoczna jest dolina potoku Wielki Lipnik (tzw. Kotliny) oraz wznosząca się nad nią Eliaszówka i jej południowy grzbiet.
Polskie stoki Kobylarki należą do wsi Jaworki w województwie małopolskim, w powiecie nowotarskim, w gminie miejsko-wiejskiej Szczawnica, słowackie do wsi Litmanowa. Dawniej tereny po polskiej stronie należały do zamieszkałej przez Łemków wsi Biała Woda. Po II wojnie światowej zostali oni wysiedleni w ramach Akcji „Wisła”.

## Szlaki turystyki pieszej
odcinek: przełęcz Rozdziela – Szczob – Syhła – Hurcałki – Kobylarka – Przełęcz Gromadzka. Czas przejścia: 1:20 h, 1:15 h.